# Насир ад-Дин Кабача
 Насир ад-Дин Кабача (перс. ناصرالدین قباچه‎; ? — 1228) — мусульманский тюркский губернатор Мултана, назначенным султаном Шахаб ад-Дином Мухаммадом Гури в 1203 году.

## Преемники Мухаммада Гури
У гуридского султана Мухаммада Гури не было потомства, но он обращался с тысячами своих тюркских рабов как со своими сыновьями, которые были обучены и как солдаты, и как администраторы и получили самое лучшее образование. Многие из его трудолюбивых и умных рабов заняли важные посты в армии и правительстве Гури.
Когда придворный пожаловался, что у султана нет наследников мужского пола, Мухаммад Гури возразил::
«У других монархов может быть один сын или два сына; у меня есть тысячи сыновей, моих тюркских рабов, которые будут наследниками моих владений и которые после меня позаботятся о том, чтобы сохранить мое имя в хутбе (пятничной проповеди) на всех этих территориях.»
Предсказание Мухаммада Гури подтвердилось. После его убийства его империя была разделена между его рабами. В первую очередь:
- Кутб ад-Дин Айбак стал правителем Дели в 1206 году, основав Делийский султанат, положивший начало мамлюкской династии Индии[2]
- Насир ад-Дин Кабача стал правителем Мултана
- Тадж ад-Дин Йылдыз стал правителем Газни
- Ихтияр Уддин Мухаммад бин Бахтияр Хильджи стал правителем Бенгалии.

## Династия гулямов
В 1210 году Насир ад-Дин Кабача объявил себя независимым от Гуридского султаната. Он дважды отражал атаки Тадж ад-Дина Йылдыза из Газни, но не смог победить Шамс ад-Дина Илтутмиша и утонул в реке Инд при попытке к бегству.
В 1214 году хорезмшах Ала ад-Дин Мухаммед II изгнал Тадж ад-Дина Йылдыза из Газни, отвез его в Лахор и передал власть Насир ад-Дину Кабаче. Илтутмиш протестовал против этого акта агрессии и, когда протест был проигнорирован, двинулся в сторону Лахора. Тадж ад-Дин Йылдыз принял вызов и 25 января 1216 года войска встретились на уже знаменитом поле Тараори. Тадж ад-Дин Йылдыз был разбит и взят в плен, а после того, как его провели по улицам Дели, был отправлен в Бадаюн, где в том же году был предан смерти. После свержения Тадж ад-Дина Йылдыза Насир ад-Дин Кабача снова занял Лахор.
Делийский султан Илтутмиш столкнулся с рядом вызовов своему правлению. После смерти Кутб ад-Дина Айбака владения Гуридов в Индии разделились на четыре части. Илтутмиш контролировал Дели. В то время Насир ад-Дин Кабача был губернатором Уча и Мултана . Али Мардан Хильджи, назначенный Айбаком губернатором Лахнаути в 1206 году, после его смерти отказался от верности Дели и провозгласил себя султаном Ала ад-Дином. Его преемник Гийас ад-Дин Балбан завоевал Бихар. Лахор оспаривали Илтутмиш, Насир ад-Дин Кабача и Тадж ад-Дин Йылдыз. Йылдыз попытался взять Дели под свой контроль. Первоначально Илтутмиш признал сюзеренитет Йылдыза, приняв символические подарки чатра и дурбаша . Индуистские князья и вожди были недовольны потерей независимости и восстановили Каннаудж, Бенарас, Гвалиор и Калинджар, которые были потеряны во время правления Айбака , в то время как Рантхамбор был отвоеван Чауханами во время правления Арам-шаха.
В 1217 году делийский султан Илтутмиш выступил против Насир ад-Дина Кабачи во главе большого войска. Насир ад-Дин Кабача попытался отступить из Лахора к Мултану, но потерпел поражение при Мансуре. Илтутмиш воздерживался от нападения на Синд из-за присутствия монголов на его северо-западной границе. Илтутмиш был озабочен монгольской угрозой и не угрожал Насир ад-Дину Кабаче до 1227 года.

## Личная жизнь
В 1205 году Насир ад-Дин Кабача женился на сестре первого делийского султана Кутб ад-Дина Айбака.

## Происхождение
Первоначально он был кипчаком из древнего тюркского народа, который с тех пор был поглощен современным казахским народом, перемещенным во время исламского золотого века, когда мусульмане двигались на восток, чтобы расшириться в Азии. Государство Хорезмшахов было основано тюрками — туркменами и кипчаками, принявшими ислам благодаря персидским и арабским миссионерским миссиям начиная с VII века.

## Смерть
Когда Илтутмиш приблизился к городу Уч, его наместник Насир ад-Дин Айитим выступил из Лахора и осадил Мултан, Наси ад-Дин Кабача сел в лодки и бежал в остров-крепость Бхаккар на реке Инд, оставив своего министра следовать за ним с сокровищами, хранящимися в Уче.
9 февраля 1228 года Илтутмиш прибыл в Уч и начал осаду, одновременно направив войска под командованием своего министра Камал ад-Дина Мухаммада Джунаиди, прозванного Низам аль-Мульк, в погоню за Кабачей, который в отчаянии послал Ала ад-Дина Бахрам-шаха, своего сына от дочери Айбака, чтобы заключить условия. Бахрам добился успеха, и в соответствии с договором Уч был сдан 4 мая, но Джунаиди либо не был проинформирован о договоре, либо намеренно проигнорировал его, поскольку он продолжал осаждать Бхаккар, а Кабача утонул в реке Инд. Обстоятельства его смерти связаны по-разному; одни писатели говорят, что он случайно утонул при попытке к бегству, а другие — что он покончил с собой, бросившись в реку. Его смерть положила конец кампании, и его войска перешли на сторону делийского султана Илтутмиша, который вернулся в Дели в августе, оставив Джунаиди завершить завоевание Нижнего Синда.